# Pseudostylochus
Pseudostylochus är ett släkte av plattmaskar. Pseudostylochus ingår i familjen Callioplanidae.
Kladogram enligt Catalogue of Life:
| Pseudostylochus | \| \| Pseudostylochus burchami \| \| \| \| \| \| Pseudostylochus ostreophagus \| \| \| \| |
|                 | \| \| Pseudostylochus burchami \| \| \| \| \| \| Pseudostylochus ostreophagus \| \| \| \| |
|                 | Monosolenia                                                                               |
|                 |                                                                                           |
|                 | Pseudostylochus burchami                                                                  |
|                 |                                                                                           |
|                 | Pseudostylochus ostreophagus                                                              |
|                 |                                                                                           |

|  | Pseudostylochus burchami     |
|  |                              |
|  | Pseudostylochus ostreophagus |
|  |                              |